# Ukiut 300-ngornerat
Ukiut 300-ngornerat (300 år senere eller 300-årsjubilæet) var den anden bog der udkom på grønlandsk. 
Bogen blev skrevet af Augo Lynge, og blev udgivet i 1931. Den er en kriminalroman som handler om fremtiden hvor grønlænderne styrer sit eget land, som en del af Danmark. Mange af de hændelser og ændringer han skriver om, har fundet sted i virkeligheden.